# Nariño (Antioquia)
Nariño is een gemeente in het Colombiaanse departement Antioquia. De gemeente telt 9043 inwoners (2005).